# Jessie (serie de televisión)
Jessie fue una serie de televisión estadounidense de comedia de temática infantil que se estrenó en Disney Channel el 30 de septiembre de 2011 y se emitió hasta el 16 de octubre de 2015. La serie fue creada y producida por Pamela Eells O'Connell y protagonizada por Debby Ryan, Peyton List, Cameron Boyce, Karan Brar, Skai Jackson y Kevin Chamberlin.

## Trama
La serie sigue a Jessie Prescott (Debby Ryan), una chica de 18 años de edad que vivía en un pueblo llamado Fort Hood, Texas, antes de mudarse a Nueva York para ser actriz. Su padre es un teniente-coronel muy estricto que no la apoyaba mucho en sus metas y por esa razón decide ir a Nueva York para cumplir su sueño, pero cuando llega conoce a un productor de cine y su esposa, una ex-supermodelo convertida en una mujer de negocios, quienes tienen que estar mucho tiempo fuera por sus trabajos, y no pueden estar con sus 4 hijos, así que es contratada como niñera. En su nueva vida diaria, Jessie trata de convertirse en estrella mientras ayuda a los niños Ross a transmitir las instancias de la pubertad y adolescencia: Emma Ross (Peyton List), una adolescente con una gran pasión por la moda y muy presumida, Luke Ross (Cameron Boyce), un adolescente travieso, vago, deportivo y divertido que se enamora de Jessie, Ravi Ross (Karan Brar), un adolescente indio, tranquilo, torpe e inteligente que tiene un varano acuático como mascota y Zuri Ross (Skai Jackson), la pequeña de la familia y la más insolente. También está acompañada de Bertram Winkle (Kevin Chamberlin), el perezoso mayordomo de la familia y Tony, el joven portero del edificio que se enamora de Jessie.

## Producción

### Desarrollo
La serie fue creada por Pamela Eells O'Connell que había tenido experiencia previa con la fórmula de comedia de "niñera", comenzando su carrera como escritora de la serie, Charles in Charge y sirviendo como coproductor ejecutivo en The Nanny, antes de trabajar con Debby Ryan en The Suite Life on Deck. O'Connell dice que ha desarrollado Jessie específicamente para demostrar el talento de Ryan.
En una entrevista con Star-Telegram, Ryan explicó que el concepto se originó - "(O'Connell) y yo estábamos lanzando ideas de ida y vuelta cuando The Suite Life on Deck estaba llegando a su fin, y se le ocurrió esto. Me cautivó absolutamente. Luego Disney miró el guion y el showrunner (O'Connell) y yo y ellos eran como: 'Impresionante. Nos gusta. Estás en el otoño'".
En entrevistas con Variety, Disney CEO, Gary Marsh habló de trabajar con Ryan de nuevo, - "Ha sido emocionante ver a Debby crecer a partir de una actriz desconocida a una de nuestras principales estrellas. Debby es una actriz joven talentosa que se conecta a una base de fans amplia porque es genuina, relatable y aspiracional todo a la vez. Nuestros televidentes la han seguido desde The Suite Life on Deck hasta 16 Wishes, y estamos encantados de trabajar con ella de nuevo". El concepto de la serie se ha observado que es muy similar a la de las mejores amigas de la serie original de Disney Channel, Shake it Up".

### Casting
El papel de la madre a los niños de Ross era originalmente una fotógrafa llamada "Pandora". El papel de  Emma, era originalmente una adolescente llamada "Anabel". El papel de Luke era originalmente un niño adoptado de Corea llamado "Hiro" y el papel de Ravi era originalmente un niño adoptado de América del Sur llamado "Javier" que tenía como mascota un capibara en lugar de un varano acuático. Mientras Zuri no tuvo ningún cambio en el papel.
Algunos han especulado que Brad Pitt y Angelina Jolie como famosos y casados que tienen hijos de diferentes culturas, fueron inspiración para esta serie.
En una entrevista con Boston Herald, O'Connell describió su inspiración, diciendo: - "Pensé que padres famosos y un magnífico ático sería glamuroso y un bonito contraste más modesto de las raíces texanas de Jessie. Ese pez fuera del agua hace las buenas historias, y me inspiré en muchas familias que han adoptado niños de diferentes etnias."

### Rodaje
Después que el casting finalizó y se hicieron cambios a varios de los personajes para adaptarse a los actores elegidos, la serie se saltó la fase piloto y se puso directamente en la producción.
La filmación comenzó en junio de 2011, sobre la Stage 3/8 en Hollywood Center Studios que, cuando terminaron de grabar la 2.ª temporada este estudio sirvió de plató donde la serie de Disney Channel, Liv and Maddie fue grabada.
Trece episodios fueron ordenados inicialmente para la primera temporada, pero mientras que la primera temporada de la serie estaba en producción, Disney Channel ordenó otros siete episodios con lo que el número total de episodios de la primera temporada hasta veinte.
Cuando se le preguntó acerca de la atmósfera en el set durante una entrevista con MSN TV, Ryan describió su relación con el joven elenco - "¡Definitivamente me siento como una niñera! Son niños inteligentes, pero son niños reales. A ellos les gusta divertirse. Mi política es: Podemos jugar duro, siempre y cuando se trabaje duro, y porque trabajamos duro, tenemos que jugar duro". El 28 de marzo de 2013, la serie se renovó para una tercera temporada, y la producción se reanudó en julio de 2013. La Temporada 3 se estrenó el 5 de octubre de 2013. El 16 de abril de 2014, se anunció que Jessie se involucraría en un arco de cuatro episodios que concluiría la temporada en el otoño, marcando la primera vez que un personaje principal de Disney Channel se comprometió . 
La serie se renovó para una cuarta temporada el 20 de mayo de 2014. La producción comenzó en agosto de 2014 para el estreno del 9 de enero de 2015. El 1 de octubre de 2014, Peyton List declaró que la cuarta temporada sería la última temporada de Jessie. El 9 de enero de 2015, Debby Ryan dijo que la cuarta temporada verá al show ir más allá de su episodio 100 y también ver su quinto cruce con otro show de Disney Channel. Ella también declaró que Jessie terminará a principios de 2016. 
El 25 de febrero de 2015, Disney Channel anunció oficialmente que la serie terminaría después de su cuarta temporada, llevando la serie a un total de 100 episodios. El mismo día, Disney ordenó la primera temporada de un spin-off titulado Bunk'd protagonizado por Peyton List (actriz), Karan Brar y Skai Jackson en sus respectivos papeles. Al final, se emitieron 98 episodios en la serie, ya que 6 de los 100 episodios producidos se combinaron en 3 especiales de larga duración para la transmisión y venta de videos.

## Episodios
| Temporada | Temporada | Episodios | Episodios | Emisión original         | Emisión original         |
| Temporada | Temporada | Episodios | Episodios | Primera emisión          | Última emisión           |
| --------- | --------- | --------- | --------- | ------------------------ | ------------------------ |
|           | 1         | 26        | 26        | 30 de septiembre de 2011 | 7 de septiembre de 2012  |
|           | 2         | 26        | 26        | 5 de octubre de 2012     | 13 de septiembre de 2013 |
|           | 3         | 26        | 26        | 5 de octubre de 2013     | 11 de abril de 2014      |
|           | 4         | 20        | 20        | 9 de enero de 2015       | 16 de octubre de 2015    |

## Elenco
| Actor                   | Personaje              | Temporada   | Temporada   | Temporada   | Temporada   |
| Actor                   | Personaje              | 1           | 2           | 3           | 4           |
| Principales             | Principales            | Principales | Principales | Principales | Principales |
| ----------------------- | ---------------------- | ----------- | ----------- | ----------- | ----------- |
| Debby Ryan              | Jessie Prescott        | Principal   | Principal   | Principal   | Principal   |
| Peyton List             | Emma Ross              | Principal   | Principal   | Principal   | Principal   |
| Cameron Boyce           | Luke Ross              | Principal   | Principal   | Principal   | Principal   |
| Karan Brar              | Ravi Ross              | Principal   | Principal   | Principal   | Principal   |
| Skai Jackson            | Zuri Ross              | Principal   | Principal   | Principal   | Principal   |
| Kevin Chamberlin        | Bertram Winkle         | Principal   | Principal   | Principal   | Principal   |
| Recurrentes e invitados |                        |             |             |             |             |
| Chris Galya             | Tony Chiccolini        | Recurrente  | Recurrente  | Recurrente  | Recurrente  |
| Carolyn Hennesy         | Rhoda Chesterfield     | Recurrente  | Recurrente  | Recurrente  | Recurrente  |
| Christina Moore         | Christina Ross         | Recurrente  | Recurrente  | Recurrente  | Recurrente  |
| Jennifer Veal           | Niñera Agatha / Angela | Recurrente  | Recurrente  |             |             |
| Joey Richter            | Oficial Petey          | Recurrente  | Recurrente  |             |             |
| Sierra McCormick        | Connie Thompson        | Recurrente  |             | Invitada    |             |
| Charles Esten           | Morgan Ross            | Recurrente  |             |             |             |
| J.J. Totah              | Stuart Wooten          |             | Recurrente  | Recurrente  | Recurrente  |
| Kelly Gould             | Rosie Liotta           |             | Recurrente  | Recurrente  |             |
| Lauren Pritchard        | Entrenadora Penny      |             | Recurrente  | Recurrente  |             |
| Molly Burnett           | Darla Shanon           |             | Recurrente  |             | Invitada    |
| Matt Shively            | Hudson                 |             |             | Recurrente  | Recurrente  |
| Pierson Fode            | Brooks Wentworth       |             |             | Recurrente  | Invitado    |
| Katherine McNamara      | Bryn Breitbart         |             | Invitada    |             |             |
| Amy Farrington          | Srta. Devlin           |             | Invitada    |             |             |
| Lombardo Boyar          | Boomer Thompson        |             |             | Invitado    |             |

## Spin-off
El 25 de octubre de 2015, tras el final de Jessie, Disney Channel ordenó un spin-off protagonizado por Peyton List (actriz), Karan Brar y Skai Jackson repitiendo los papeles de Emma, Ravi y Zuri. El spin-off titulado Bunk'd (conocido como "Acampados" en Hispanoamérica y "Campamento Kikiwaka" en España) fue estrenado en Estados Unidos el 31 de julio de 2015 después del estreno de la película Descendants. Cameron Boyce, quien interpretaba a Luke, es el único de los Ross que no se unió al reparto principal al estar Boyce protagonizando Gamer's Guide to Pretty Much Everything desde antes del inicio de la producción, teniendo su personaje apariciones episódicas en la primera y segunda temporada de la serie.

## Lanzamiento
El episodio piloto de Jessie fue lanzado como una descarga gratuita a través de la tienda iTunes una semana antes de su estreno en Disney Channel. Haciendo su debut oficial en el Disney Channel el 30 de septiembre de 2011, la serie se convirtió en estreno más visto de la red en un viernes desde septiembre de 2008, cuando The Suite Life on Deck debutó.
El estreno de Jessie fue clasificado como la transmisión N.º 1 por televisión a las 9pm con un total de 4,6 millones de espectadores totales en la demografía de destino, anotando 2,3 millones de espectadores entre los niños de 7-11 años y 1,8 millones de espectadores, entre los adolescentes, con una media de 887,000 espectadores entre los adultos de edad 18-49.
Los más vistos de episodio de Jessie es "Star Wars" con 7,32 millones de espectadores y el episodio menos visto es "Between the Swoon and New York City" con 1,8 millones de televidentes.

## Adaptación en India
El 11 de octubre de 2013, Disney Channel India estreno una adaptación de Jessie titulada como Oye Jessie la adaptación tiene la misma trama y personajes similares.

## Doblaje al español
| Personaje                                                                   | Actor/Actriz Original | Actor/Actriz de doblaje (Hispanoamérica)                                                              | Actor/Actriz de doblaje (España)                                                                        | Temporada |
| --------------------------------------------------------------------------- | --------------------- | --- | --- | --------- |
| Jessie Prescott                                                             | Debby Ryan            | Mara Campanelli                                                                                       | Olga Velasco                                                                                            | 1.ª-4.ª   |
| Emma Ross                                                                   | Peyton List           | Micaela Baylac                                                                                        | Cristina Yuste                                                                                          | 1.ª-4.ª   |
| Luke Ross                                                                   | Cameron Boyce         | Patricio Lago                                                                                         | Chelo Molina                                                                                            | 1.ª-3.ª   |
| Luke Ross                                                                   | Cameron Boyce         | Patricio Lago                                                                                         | Rodrigo Martín                                                                                          | 4.ª       |
| Ravi Ross                                                                   | Karan Brar            | Ignacio Colombara                                                                                     | Chelo Vivares                                                                                           | 1.ª-4.ª   |
| Zuri Ross                                                                   | Skai Jackson          | Bianca Coira                                                                                          | Tania Ugía                                                                                              | 1.ª-4.ª   |
| Bertram Winkle                                                              | Kevin Chamberlin      | Mario De Candia                                                                                       | Mario Martín                                                                                            | 1.ª-4.ª   |
| Créditos técnicos                                                           |                       | | |           |
| Estudio de doblaje                                                          | Estudio de doblaje    | Media Pro Com, Buenos Aires, Argentina Diseño En Audio, Producciones Grande, Ciudad de México, México | SOUNDUB, Madrid, Barcelona, Santiago (Temp. 1.ª) SDI MEDIA, Madrid, Barcelona, Santiago (Temp. 2.ª-4.ª) |           |
| Director de Doblaje                                                         | Director de Doblaje   | Tian Brass Gerardo García Enrique Cervantes                                                           | Juan José López Lespe                                                                                   |           |
| Traductor                                                                   | Traductor             | Sandra Birzuela (Temp. 1.ª-3.ª) Gabriela Scandura (Temp. 4.ª) Gerardo Australia (temporada 4)         | Carolina Sánchez Maroño (Temp. 1.ª) Iria Domingo Recondo (Temp. 2.ª-4.ª)                                |           |
| Adaptador                                                                   | Adaptador             | Sandra Birzuela (Temp. 1.ª-3.ª) Gabriela Scandura (Temp. 4.ª) Gerardo Australia (temporada 4)         | Juan José López Lespe                                                                                   |           |
| Doblaje al español producido por Disney Character Voices International Inc. |                       | | |           |

## Premios y nominaciones
| Año  | Premio                                           | Categoría                                                                  | Candidato/a       | Resultado | Ref.   |
| ---- | ------------------------------------------------ | -------------------------------------------------------------------------- | ----------------- | --------- | ------ |
| 2012 | Young Artist Award                               | Mejor Actuación en una Serie de Televisión - Actor Joven de Reparto        | Karan Brar        | Ganador   | [ 26 ] |
| 2012 | Popstar Awards                                   | Actriz de Televisión                                                       | Debby Ryan        | Ganadora  | [ 27 ] |
| 2013 | Young Artist Award                               | Mejor Actuación en una Serie de Televisión - Mejor Actriz Joven de Reparto | Karan Brar        | Nominado  | [ 28 ] |
| 2014 | Nickelodeon's Kids' Choice Awards 2014           | Serie de TV Favorita                                                       | Reparto de Jessie | Nominado  |        |
| 2014 | Nickelodeon's Kids' Choice Awards Argentina 2014 | Programa Internacional Favorito                                            | Reparto de Jessie | Nominado  | [ 29 ] |
| 2015 | Nickelodeon's Kids' Choice Awards 2015           | Programa de TV Infantil Favorito                                           | Reparto de Jessie | Nominado  |        |
| 2015 | Nickelodeon's Kids' Choice Awards 2015           | Actriz de TV Favorita                                                      | Debby Ryan        | Nominada  |        |